# Carole King
Carole King (født 9. februar 1942) er en amerikansk sanger, sangskriver og pianist. Hun blev født ind i en jødisk familie i Brooklyn, New York.
Sammen med Gerry Goffin, som hun var gift med i perioden 1959-1969, udgjorde hun en af de væsentligste sangskriverduoer i USA. Hun har skrevet sange til Aretha Franklin, The Monkees, Barbara Lewis og mange andre, og mange kendte sangere har senere lavet cover-versioner af hendes sange; Rod Stewart, Cher, Mary J. Blige, Celine Dion, The Beatles, Tina Turner og igen endnu flere. Og har blandt andet lavet "Will You Still Love Me Tomorrow", "You've Got a Friend" og masser af andre sange, hvoraf de fleste siden er blevet genindspillet et utal af gange.
Som soloartist er King mest kendt for det storsælgende album "Tapestry" fra 1971.
Hun har vundet 4 Grammy Awards.